# Dungeons & Dragons
Dungeons & Dragons (običajno okrajšano kot D&D ali DnD) je fantazijska namizna igra igranja vlog (RPG), ki sta jo prvotno oblikovala Gary Gygax in Dave Arneson. Igro je leta 1974 prvič izdalo podjetje Tactical Studies Rules, Inc. (TSR). Od leta 1997 jo izdaja Wizards of the Coast (zdaj hčerinska družba Hasbro). Igra je izpeljana iz vojnih iger s figuricami, začetni sistem pravil je izpeljan iz igre Chainmail iz leta 1971. Objava D&D-ja je splošno priznana kot začetek sodobnih iger igranja vlog in industrije iger igranja vlog, močno je vplivala tudi na videoigre, zlasti na žanr videoiger igranja vlog.
D&D se oddaljuje od tradicionalnega simuliranja vojskovanja tako, da vsakemu igralcu omogoča, da ustvari svoj lik, ki ga bo upravljal namesto vojaške formacije. Ti liki se podajajo v pustolovščine v domišljijskem okolju. Dungeon Master (DM) služi kot vodja igre in pripovedovalec zgodb, hkrati pa opisuje okolje, v katerem se dogajajo dogodivščine, in igra vlogo prebivalcev sveta igre (NPC-jev). Liki tvorijo druščino in komunicirajo s prebivalci okolja ter drug z drugim. Skupaj rešujejo dileme, se spuščajo v bitke, raziskujejo ter nabirajo zaklade in znanje. Pri tem si liki zaslužijo točke izkušenj (XP), da preidejo na višji nivo, kjer pridobijo nove kompetence in postanejo vse močnejši v seriji ločenih igralnih seans.